# Tandat johannesörtsfly
Tandat johannesörtsfly, Actinotia polyodon är en fjärilsart som beskrevs av Carl Alexander Clerck 1759. Tandat johannesörtsfly ingår i släktet Actinotia och familjen nattflyn, Noctuidae. Arten är reproducerande i Sverige. Inga underarter finns listade i Catalogue of Life.

## Bildgalleri

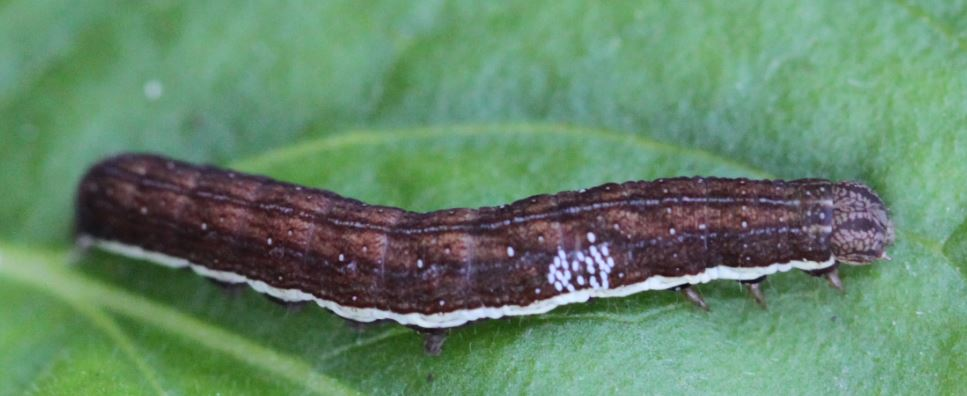
Fjärilens larv
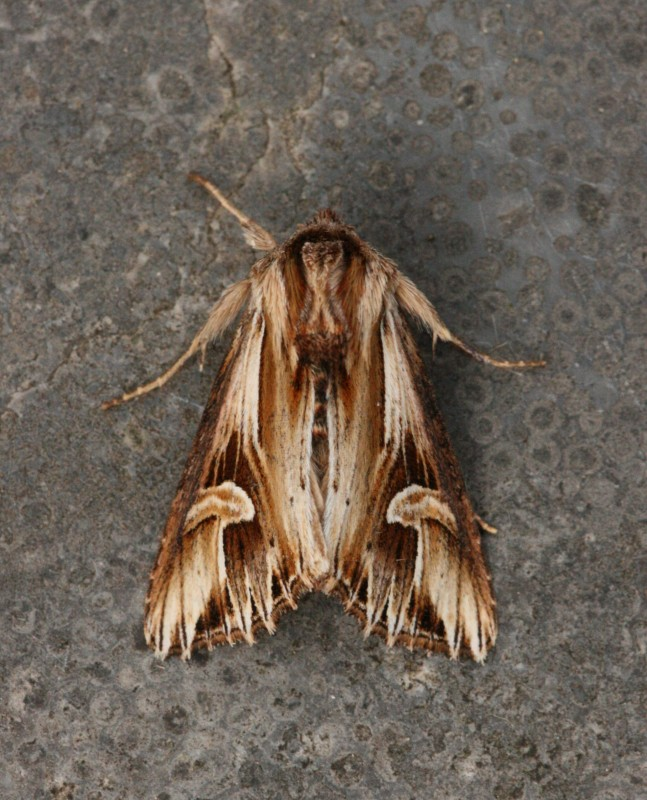
Imago fjäril
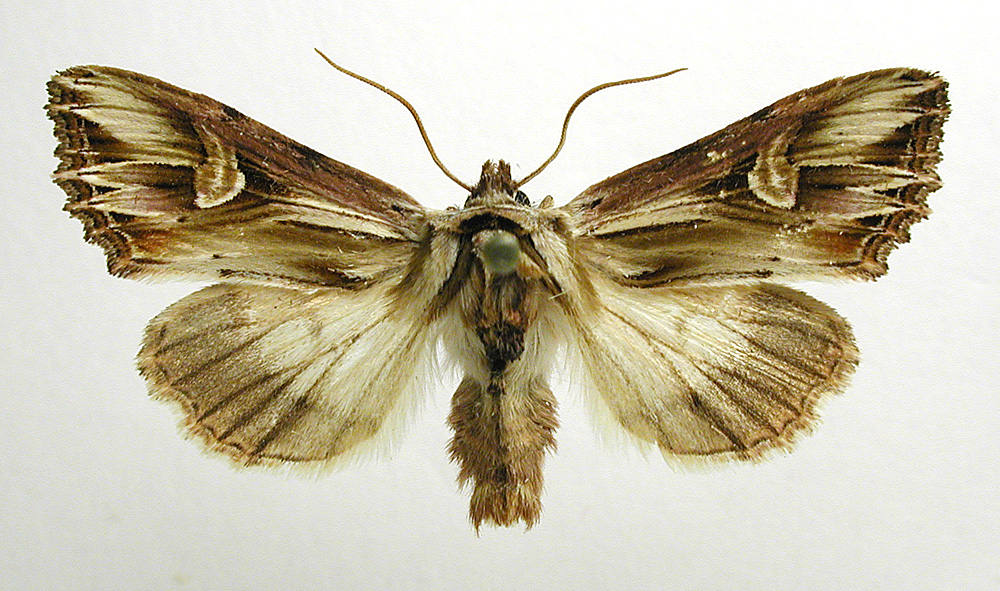
Preparerad (uppnålad) imago fjäril